# ماري كوم (فلم)
ماري كوم هو فيلم هندي تم إصدارة في عام 2014 وهو يحكي عن سيرة ذاتية لشخصية رياضية، الفيلم للمخرج أومونغ كومار وتم إنتاجه بواسطة سونيل ثابا بالتعاون مع شركة فياكوم 18 موشن بيكتشرز. وتلعب بريانكا تشوبرا دورًا قياديًا للملاكمة في الفيلم التي تحمل اسم ماري كوم، مع دورشان كومار وسونيل ثابا في دعم أدوار زوجها ومرشده، على التوالي. يصور فيلم ماري كوم رحلة ماري لتصبح ملاكمة لتحصل على بطولة العالم للملاكمة لعام 2008 في نينغبو. يقدم الفيلم الأغاني الهندية التي تظهر بها لأول مرة تشوبرا، حيث قدمت غناء لأغنية تحمل اسم «تشورو» (تهويدة).
تم تطوير ماري كوم من قبل الكاتب سايوين كوادراس هو كاتب سيناريو هندي، وقد كتب ماري كوم (2014)  ونيرجا (2016).حيث اقترح القصة إلى كومار عندما كانت كوم اسم غير مألوف في الهند على الرغم من إنجازاتها العديدة. والتق كومار كوم بطلب تصريحها للفيلم، قبل فوزها بالميدالية البرونزية في دورة الألعاب الأولمبية الصيفية لعام 2012، الأمر الذي أدى إلى اعترافها. خضعت تشوبرا لتدريب جسدي مكثف لمدة ثلاثة أشهر لتحقيق اللياقة البدنية وتعلم أسلوب كوم المميز في الملاكمة. بدأت التصوير الرئيسي في يونيو 2013 في فيلمستان، حيث تم تصوير مسلسلات الملاكمة. بعد أن تم التخلي عن خطط لإطلاق النار في مسقط كوم في مانيبور، بسبب مخاوف تتعلق بالسلامة، تم تصوير ماري كوم في دارامسالا ومنالي، حيث تم إعادة إنشاء جزء كبير من مانيبور.
تم عرض الفيلم لأول مرة في مهرجان تورنتو الدولي للأفلام عام 2014، ليصبح أول فيلم هندي يتم عرضه في ليلة الافتتاح للمهرجان. تم إصدار ماري كوم في ميزانية قدرها 180 مليون روبية هندية، وتم إصدارها في 5 سبتمبر 2014 لاستعراضات إيجابية بشكل عام من النقاد، مع مدح رئيسي لأداء تشوبرا. عند إطلاقه، سجل الفيلم أعلى نهاية أسبوع افتتاحية على الإطلاق لفيلم هندي تقوده الأنثى. حقق الفيلم نجاحًا تجاريًا، حيث حقق أرباحًا بلغت 1.04 مليار روبية في شباك التذاكر. كما صنفت ماري كوم من بين الأفلام الهندية الأكثر ربحًا من حيث تمثيل إحدى الممثلات.
حصلت ماري كوم على العديد من الجوائز في احتفالات توزيع الجوائز في جميع أنحاء الهند. فاز الفيلم بجائزة أفضل فيلم قومي لأفضل فيلم مشهور يقدم الترفيه الجماعي وترشح لجائزة فيلم فير لأفضل فيلم وأفضل ممثلة لتشوبرا. بالإضافة إلى ذلك، فازت شوبرا بجائزة الشاشة وجائزة نقابة منتجي الأفلام لأفضل ممثلة في دور قيادي.

## حبكة الرواية
يفتح الفيلم مع مانجتي شونجيجانج كوم (بريانكا تشوبرا) في المخاض، تسير نحو المستشفى في المطر مع زوجها، أونلير كوم (دارشان كومار) أثناء أعمال الشغب أو التمرد في إيمفال، مانيبور في 2007. بسبب حظر التجوال، لديهم صعب العثور على وسائل النقل العام وأونلر مخطئا للمتمردين وضرب عندما يحاول العثور على سيارة. ثم ينتقل الفيلم إلى الفلاش باك حيث عثرت كوم على قفازات الملاكمة في بقايا حادث تحطم طائرة في عام 1991 في كانغاثاي، مما دفعها إلى الاهتمام بالملاكمة على الرغم من رفض والدها. خلال معركة مبكرة، تطارد صبيًا وينتهي بها المطاف في صالة رياضية. بعد إدراكه أن مدرب الصالة الرياضية، نرجيت سينغ (سونيل ثابا)، كان أيضا مدرب البطل الآسيوي دينغكو سينغ، تخبره كوم عن طموحاتها في الملاكمة. يطلب منها زيارة الصالة الرياضية لمدة ثلاثين يومًا قادمة ويقول إنه لن يعلمها إلا إذا كانت تستحق ذلك. تبدأ في زيارة صالة الألعاب الرياضية، تخبر والدتها ولكن ليس والدها. تمر الأيام لكن مدرستها لا تستفسر عنها. بسبب تفاني كوم وعنادها، يبدأ سينغ بتدريبها. في وقت لاحق، يقترح تغيير اسمها إلى ماري كوم.
تتحدى كوم مصارعًا محليًا من أجل المال، من أجل الحصول على بقرة منزلية، والتي اضطرت العائلة إلى بيعها بسبب مشكلاتها المالية. هذا هو المكان الذي تلتقي فيه لاعب كرة القدم أونلار كوم. بعد الفوز بالبطولة على مستوى الدولة، يواجهها والدها للحفاظ على مشاركتها في الرياضة. عندما يطلب منها والدها أن تختار بينه وبين الملاكمة، تختار هذه الرياضة على مضض. بعد مشاهدتها في بطولة العالم للملاكمة للهواة في العالم لعام 2002 على التلفزيون، يتصالح والدها مع كوم، ويعتذر لها لعدم تفهم شغفها بالرياضة. في هذه الأثناء، تقترح أونلير وتوافق على طلبها حيث أرادت اعتزال الملاكمة. بعد فوزها في بطولة العالم للملاكمة للهواة في عام 2006، وافقت كوم على الزواج منه على الرغم بعدم رضاء مدربها. بعد الزواج، تحمل كوم وتتخلى عن حياتها المهنية لرعاية أسرتها.
كوم تلد توأمان وتلتحق بوظيفة حكومية. ومع ذلك، فإنها ترفض موقف شرطي الشرطة، والشعور بأنها الملاكم بطل العالم، فهي تستحق أفضل. يدمرها لتعلم أن الناس لم يعد يتعرف عليها. تشجعها أونلير على إعادة تدريبها على الملاكمة. تنضم إلى صالة الألعاب الرياضية مرة أخرى، تاركة زوجها لرعاية التوائم في المنزل. لا يزال مدربها مستاءً من قرارها بالزواج، لكن كوم تعود إلى بطولة الملاكمة الوطنية. على الرغم من أدائها أفضل من منافستها، إلا أنها خسرت المباراة بسبب التحيز الواضح للقضاة. كوم تغضب تجاههم، مما أدى إلى حظرها. في وقت لاحق كتبت رسالة اعتذار، ويقبلها المسؤول، ولكن فقط بعد إهانتها.
بعد ذلك تطلب كوم مع نارجيت سينج لتدريبها، حيث تعتقد أنه الشخص الذي يمكنها من الحصول على أفضل النتائج. بعد الانتهاء من تدريبها، شاركت في بطولات الملاكمة العالمية للسيدات في الأيبا لعام 2008 وتصل إلى النهائيات. في هذه الأثناء، أبلغتها أونلير عن أحد أطفالها الذين يعانون من عيب في البطين. في المعركة التالية، فشلت كوم في الدفاع عن نفسها. بعد ضربة قاضية من خصمها، تثير كوم حول زوجها وأولادها في الجمهور. تستعيد قوتها وتكافح مرة أخرى، والفوز بالبطولة. على المنصة أثناء قبولها الميدالية، تعلمت أن جراحة ابنها كانت ناجحة. في وقت لاحق، يتم منحها لقب «ماري العظيمة». ينتهي الفيلم بالتلويح العلمى الهندى والنشيد الوطنى الهندى تم تشغيلة في الخلفية.

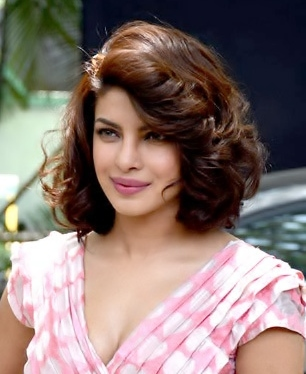
بطلة فيلم ماري كوم بيرنكا تشوبرا

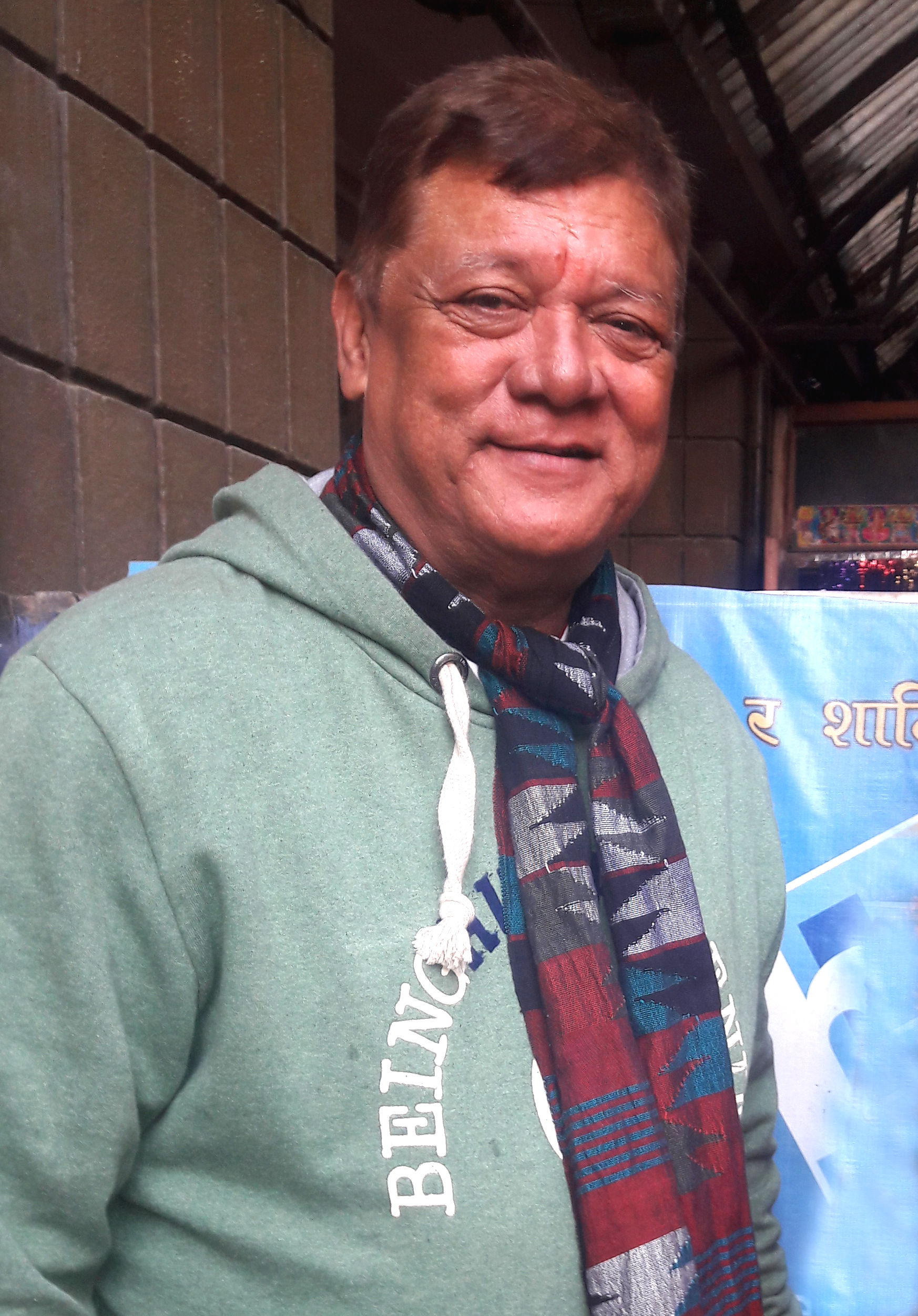
سونيل ثابا في دور م. نرجيت سينغ

## فريق العمل
- بريانكا شوبرا في دور ماري كوم
- سونيل ثابا في دور م. نرجيت سينغ
- درشان كومار
- زشاري كوفين كمدرب للملاكمة الألمانية
- بانداري راغافيندرا في دور بيتر مايكل
- رجيف تيواري في دور مانجي
- شيشر شارما كمدرب المنتخب الوطني
- كيني باسوماتيري في دور جيمي
- ريتيكا مورتي كصحافية
- رامندرا فاسيش كمساعد مسؤول الاتحاد
- راجيش نيجام في دور مساعد مسؤول الاتحاد
- ديباك كومار سينغ كألبرتو
- ماريدوال ساتام في دور يونغ ماري كوم

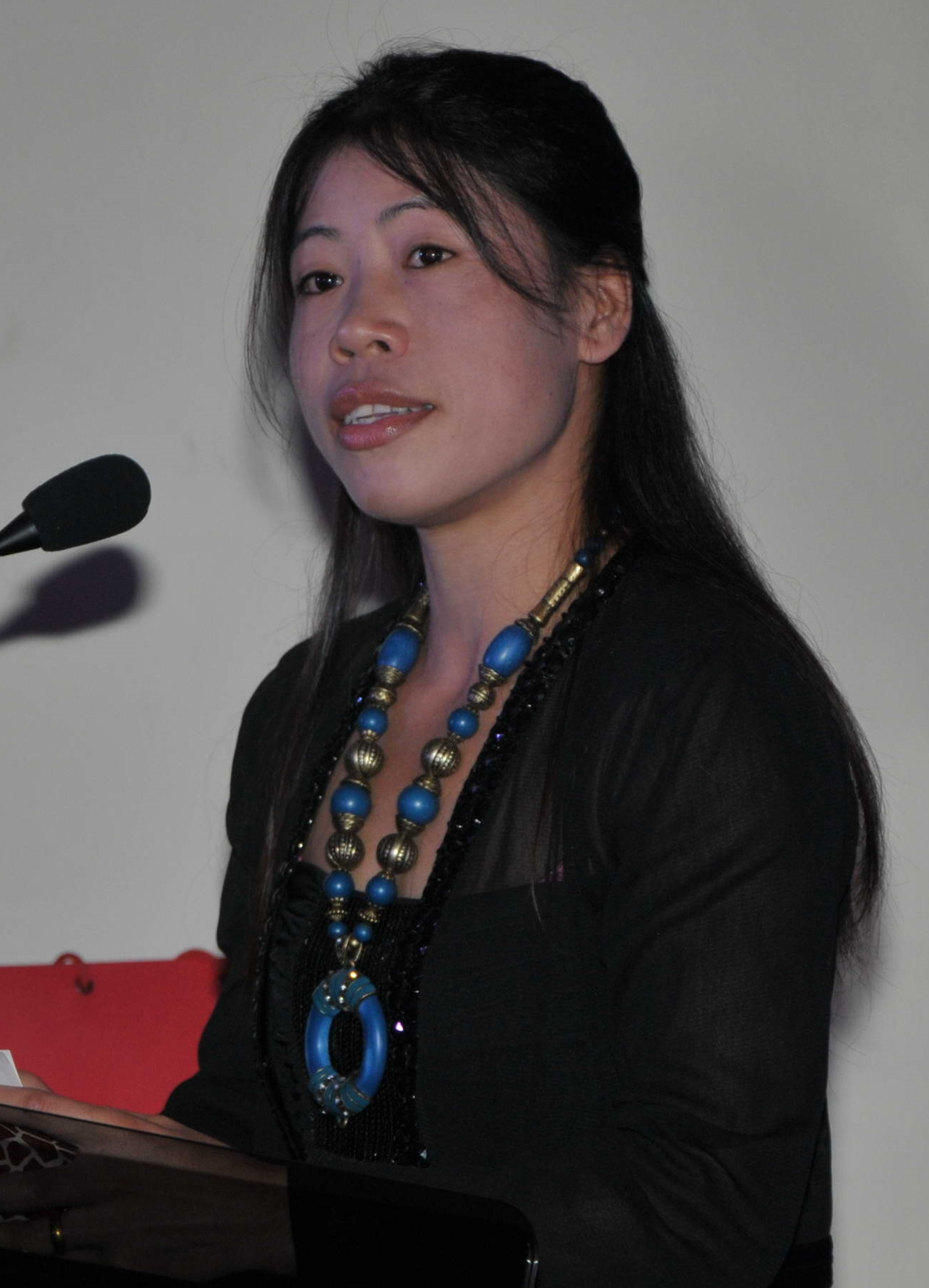
تمت الإشادة ماري كوم كبطلة قومية بعد الفوز الأولمبي، الذي سلط الضوء أيضًا على إنجازاتها السابقة

## الإنتاج

### التطور
وقد أشادت ماري كوم كبطلة قومية بعد الفوز الأولمبي، الذي سلط الضوء أيضًا على إنجازاتها السابقة
خلال عمله كمخرج فني في ساواريا (فيلم) مع سانجاي ليلا بهنسالي (2007)، بدأ أوموج كومار كتابة مخطوطتين في وقت واحد لأول مرة الإخراج له. ومع ذلك، لم يتم صنع أي من الأفلام. ثم طلب من الكاتبشايوان كيدراس أن يبحث عن موضوع سيرة ذاتية لفيلمه الأول، محددًا «دورًا لن تتخلى عنه أي ممثلة». وأضاف أنه «أراد أن يصنع فيلمًا يشبه الأم الهندية من مهنة شخص ما». شخصيات تاريخية مثل راني لاكسمي باي والملكة إليزابيث الأولى من إنجلترا جاءوا للمناقشة. لكنهم لم يلهم كومار. طرح كوادراس اسم بطلة العالم خمس مرات للملاكمة ماري كوم، الذي على الرغم من العديد من الإنجازات، كان في ذلك الوقت اسمًا غير مألوف في الهند. اعترف كومار أنه شعر بالحزن بعد إخباره بإنجازات كوم لأنه لم يكن يعلم بوجودها. بعد أن اقترب كوادراس من كومار مع السيناريو لماري كوم، قرر كومار جعل أول ظهور له مع فيلم عن كوم.
بدأ كوادراس، المهتم بالرياضة، في كتابة السيناريو للفيلم في عام 2011، والذي استغرق عامين لإكماله. رتب كوادراس اجتماعًا مع كوم عبر مديرها في العام الذي بدأ فيه كتابة النص. ذهب كومار إلى مانيبور للقاء كوم وطلب الإذن منها لصنع الفيلم. في البداية، فوجئت شركة «كوم» بالتطور حيث لم تكن الرياضة، وخاصة الملاكمة النسائية، معروفة في الهند. ومع ذلك، كانت متحمسة للفكرة.
أجريت البحوث للفيلم من خلال المصادر المتاحة، مثل المعلومات عبر الإنترنت وأرشيف الصحف. لعبت مقاطع فيديو كوم دورًا رئيسيًا في البحث. كما كان للكاتب العديد من المحادثات الهاتفية والبريد الإلكتروني معها بخصوص سيرتها الذاتية. في تفاعلاتها مع كوادراس وكومار، كانت كوم قادمة عندما يتعلق الأمر بتفاصيل حياتها، وكان لها مدخلات مهمة في السيناريو. ومع ذلك، كشف كوادراس أن التحدي الأكبر الذي يواجهه هو جعل الفيلم أصليًا وسينمائيًا، ولكنه ليس فيلمًا وثائقيًا، لذلك كتب الفيلم بطريقة أظهرت أن النضالات كوم شهدت دورها كأنثى رياضية اضطرت لمواجهة معارضة والدها، السياسة وجعل العودة بعد انقطاع مهنة طويلة. يظهر الفيلم فقط الفترة من كفاحها المبكر وعودتها بعد الأمومة. لقد خرجت بطولة العالم الخامسة للملاكمة وأولمبياد لندن بسبب العقد الذي سمح بتصوير حياة كوم حتى عام 2008. تم توقيع عقد الفيلم في ذلك الوقت عندما لم تكن كوم مؤهلة حتى لأولمبياد لندن.
في اجتماع عام 2012 مع بهنسالي، أخبره كومار عن الفيلم. وأوضح أن هذا هو نوع من السينما يتعارض مع توقيع بهنسالي في العمل. ومع ذلك، أراد بهنسالي سماع القصة وكان متحمسًا أيضًا للمشروع. بعد سماع البرنامج النصي، أعجب به ووافق على الفور على إنتاج الفيلم. ومع ذلك، لم يكن زملاء كومار متأكدين مما إذا كان الفيلم الموجود في مانيبور سيستقبله الجمهور. تبخر هذا القلق بعد دورة الألعاب الأولمبية الصيفية 2012، حيث فازت كوم بميدالية برونزية. كما أبرز فوزها إنجازاتها السابقة. بعد ظهور أخبار تطور الفيلم في وسائل الإعلام، أوضح المنتجون أن الفيلم كان قيد التطوير منذ عام 2011، أي قبل دورة الألعاب الأوليمبية بكثير، ولم يتأثروا بنجاحها الأخير. في مقابلة مع وكالة برس تراست أوف إنديا، كشف بهنسالي أن قصة الفيلم كانت ملهمة للغاية، وتطرق إلى قلبه ووصف الفيلم بأنه «تجربة نادرة». وأضاف «ليس هناك الكثير من الأفلام التي تستند إلى الأحياء الحيوية للناس الأحياء. أنا فخور بأنني جزء من هذا الفيلم.» 

## روابط خارجية
- مقالات تستعمل روابط فنية بلا صلة مع ويكي بيانات
- https://www.bollywoodhungama.com/movie/mary-kom/
- https://www.imdb.com/title/tt3001638/